# Super Drumming
Super Drumming war eine deutsche Musiksendung der ARD, in der Live-Musik in einer besonderen Kulisse ohne Publikum präsentiert wurde. Im Mittelpunkt stand dabei das Schlagzeug und die Perkussion. Präsentiert und moderiert wurde die Reihe in drei Staffeln von Schlagzeuger Pete York.
Stilistisch wurde zwischen Rock, Jazz, Fusion, Weltmusik oder Musical gewechselt, viele Musikstücke wurden gecovert oder neu arrangiert, wenige Stücke wurden eigens für die Sendung komponiert. Pro Folge gab es oft ein kurzes Interview mit einem der beteiligten Schlagzeuger.
Der Titelsong war eine Version von George Gershwins I Got Rhythm im Jazzrock-Stil.

## Inhalt

### Staffel 1
Als Musikergruppe wirkte die "All Styles Band" mit: Brian Auger (Keyboards), Wolfgang Schmid (Bass), Peter Wölpl (Gitarre), Gert Wilden jr. (Keyboards)
Als Schlagzeuger oder Percussionisten wirkten mit: Gerry Brown, Nippy Noya, Simon Phillips, Louie Bellson, Cozy Powell, Ian Paice

### Staffel 2
Als Musikgruppe wirkten "The SD and the R&B Bands" mit: Wolfgang Schmid (Bass), Peter Wölpl (Gitarre), Gert Wilden jr. (Keyboards), Colin Hodgkinson (Bass), Miller Anderson (Gitarre), Eddie Hardin (Keyboard), Jon Lord (Keyboards), Rick Keller (Saxophon)
Als Schlagzeuger oder Percussionisten wirkten mit: Billy Cobham, Zak Starkey, Nicko McBrain, Bill Bruford, Nippy Noya, Freddie Santiago

### Staffel 3
Als Musikgruppe wirkten "The SD and the R&B Bands" mit: Rick Keller (Saxophon), Frank Nimsgern (Gitarre), Barbara Thompson (Saxophon), Colin Hodgkinson (Bass), Miller Anderson (Gitarre), Brian Auger (Keyboards)
Als Schlagzeuger und Percussionisten wirkten mit: Freddie Santiago, Glen Velez, Trilok Gurtu, Mark Brzezicki, Steve Ferrone, Jon Hiseman, Ed Thigpen, Jim Kilpatrick, Ian Paice, Herman Rarebell
Als Gäste waren die Stepdancer The Clark Brothers zugegen.

## Ausstrahlung
Die Erstausstrahlung der ersten Staffel war am 18. Juni 1987 im Ersten Deutschen Fernsehen zu sehen. Sie wurde in einer ehemaligen Pfarrkirche in Staig, Ulm aufgenommen. Die zweite Staffel war zwischen dem 14. Juni und dem 27. Juli 1989 zu sehen und die dritte zwischen dem 26. Juni und dem 31. Juli 1990. Die zweite und dritte Staffel wurden in der Völklinger Hütte, Saarland aufgezeichnet.